# Politique au Sahara occidental

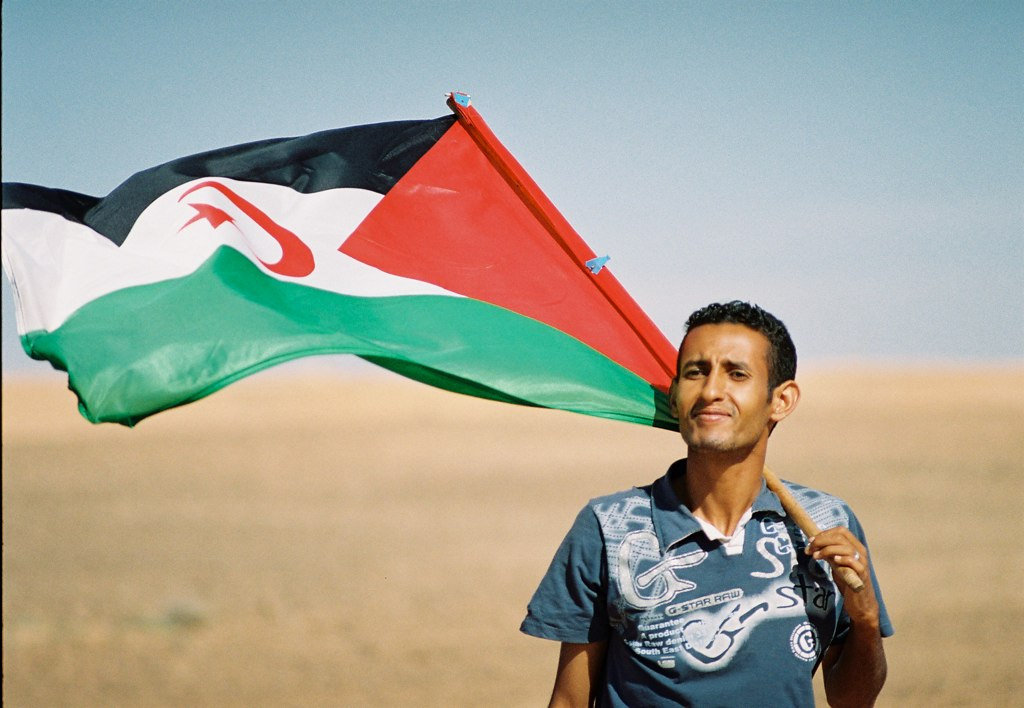
Un Sahraoui tenant un drapeau de la République arabe sahraouie démocratique

La politique au Sahara occidental se réfère à la politique exercée par le Front Polisario sur la République arabe sahraouie démocratique — État non reconnu internationalement situé en Afrique du Nord, qui contrôle 20 % du territoire du Sahara occidental.
La république sahraouie revendique la totalité du territoire du Sahara occidental, actuellement administré par le Maroc en tant que ses « provinces du Sud ». Le gouvernement de la RASD siège à Tindouf, en Algérie.